# James Allen
James Allen (28 de noviembre de 1864 - 24 de enero de 1912) fue un escritor filosófico británico conocido por sus libros inspiracionales y de poesía, y por haber sido un pionero en el movimiento de autoayuda. Su trabajo más conocido, Como piensa un hombre (original en inglés As a man thinketh), ha sido masivamente divulgado desde su publicación en 1903. Dicho libro ha sido una fuente de inspiración para autores de la autoayuda y la motivación.

## Vida
Nacido en Leicester, Inglaterra, en el seno de una familia de clase trabajadora, Allen fue el mayor de dos hermanos. Su madre no sabía ni leer ni escribir, mientras que su padre, William, trabajó como tejedor en la industria textil. En 1879, como consecuencia de una merma en la actividad textil en el centro de Inglaterra, el padre de Allen viajó solo a América para encontrar un nuevo trabajo y establecer una nueva casa para la familia. A los dos días de llegado el padre de Allen fue declarado muerto en el Hospital de la Ciudad de Nueva York, como consecuencia, se creyó, de un caso de robo y asesinato. A los quince años de edad, con la familia haciendo frente al desastre económico, Allen se vio forzado a dejar la escuela y encontrar un trabajo.
Buena parte de la década de 1890, Allen trabajó como secretario privado y papelero en numerosas firmas británicas dedicadas a la manufactura. En 1893, Allen se mudó a Londres, donde conoció a Lily Louisa Oram, con quien se casaría en 1895. En 1898, Allen se encontró con la posibilidad de hacer uso de sus intereses en lo espiritual y lo social como escritor de una revista de la época: El Heraldo de la Época Dorada (The Herald of the Golden Age). Para esa época, Allen entró en un período creativo a partir del cual escribió el primer libro de muchos: De la pobreza al poder (From Poverty to Power), de 1901. En 1902, Allen comenzaría a publicar su primera revista sobre espiritualidad, La luz de la razón (The Light of Reason), luego llamada La Época (The Epoch).
En 1903, Allen publicaría su tercer volumen y más famoso libro: Como piensa un hombre (As a man thinketh). Basado a medias en el proverbio bíblico: “Como un hombre piensa en su corazón, así es él.” El pequeño trabajo fue eventualmente leído alrededor del mundo y trajo a Allen fama póstuma como uno de los pioneros del pensamiento moderno inspiracional. Los pocos lectores que tuvo el libro en su momento de publicación, permitieron a Allen renunciar a su trabajo de secretario para dedicarse de lleno a su carrera como escritor y editor. En 1903, la familia de Allen se retiraría al pueblo de Ilfracombe, donde Allen pasaría el resto de sus días. Continuando con la publicación de La Época, Allen produjo más de un libro por año, hasta su muerte en 1912. Por lo que se dedicó a la escritura durante nueve años, produciendo en total 19 trabajos.
Luego de su muerte en 1912, su esposa continuó publicando la revista bajo el nombre de La Época. Lily Allen compendió la misión literaria de su esposo en el prefacio de una de las publicaciones de uno de sus manuscritos póstumamente publicados. En este prefacio, el de Las piedras angulares de la felicidad y el éxito, decía:
“Él nunca escribió teorías, o por el mero placer de escribir; sino que escribió cuando tenía algo que decir, siendo que tenía algo que decir solamente cuando había vivido algo en su vida que valía la pena ser dicho, y que él sabía era algo bueno. Por lo que él escribió hechos, que habían sido probados en la práctica.”